# Mytí nádobí

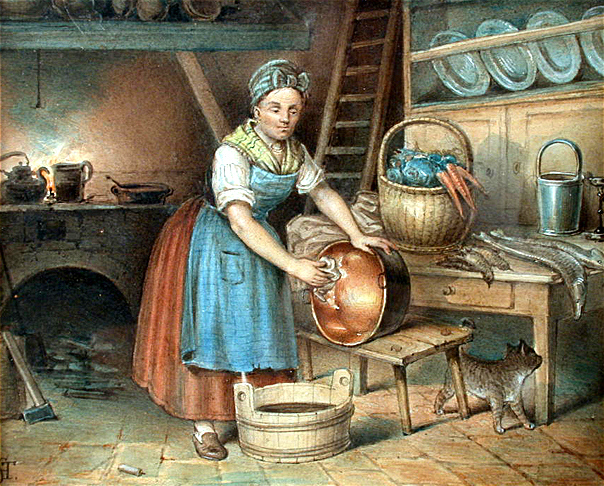
Johann Heinrich Stürmer: Kuchařka v kuchyni při čištění kotle

Mytí nádobí je proces, při němž je špinavé nádobí umyto od zbytků jídla a mastnoty. 
K mytí slouží například dřez, dále teplá voda, čisticí prostředky (saponát, čisticí písek) a pomůcky (hadr, mycí houba, drátěnka, štětka na nádobí aj.). Po použití čisticích prostředků je vhodné nádobí dostatečně opláchnout čistou vodou. Pro odkládání umytého nádobí se používají různé typy odkapávačů, od prostého tácu se speciálně tvarovanou plochou umožňující odtok skapané vody až po speciální odkapávače pro talíře či příbory. K osušení nádobí se tradičně používá utěrka. 
Rychleji a uživatelsky jednodušeji větší množství nádobí umyje myčka nádobí. 
Umývač nádobí je pomocná gastronomická profese, ruční umývání nádobí je v domácnostech bez myčky jednou ze základních domácích prací. V hromadných stravovacích provozech bývá odděleno mytí tzv. černého nádobí (nádoby a nástroje k vaření) od mytí tzv. bílého nádobí (talíře, příbory apod.). 

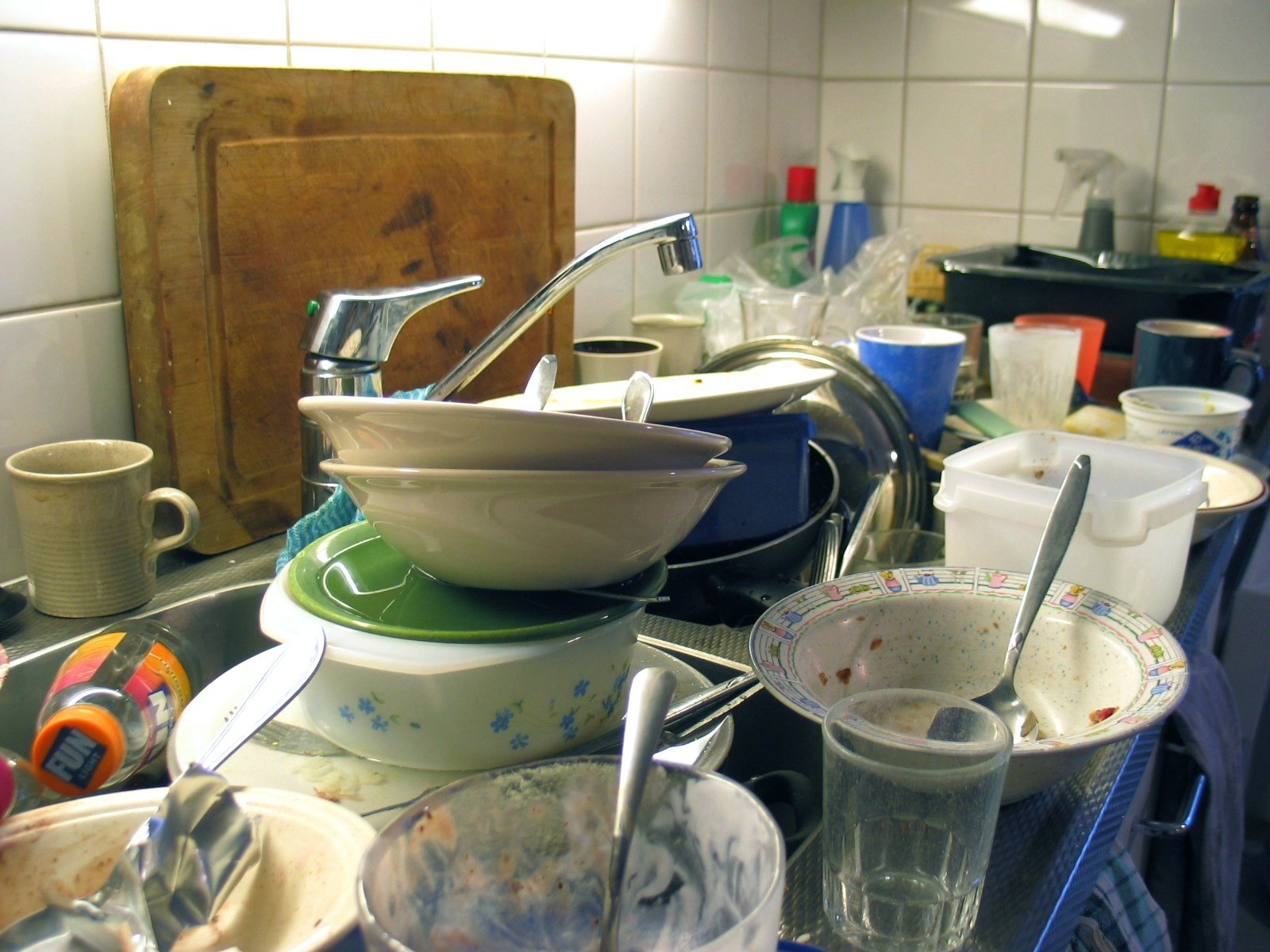
Nádobí před umytím
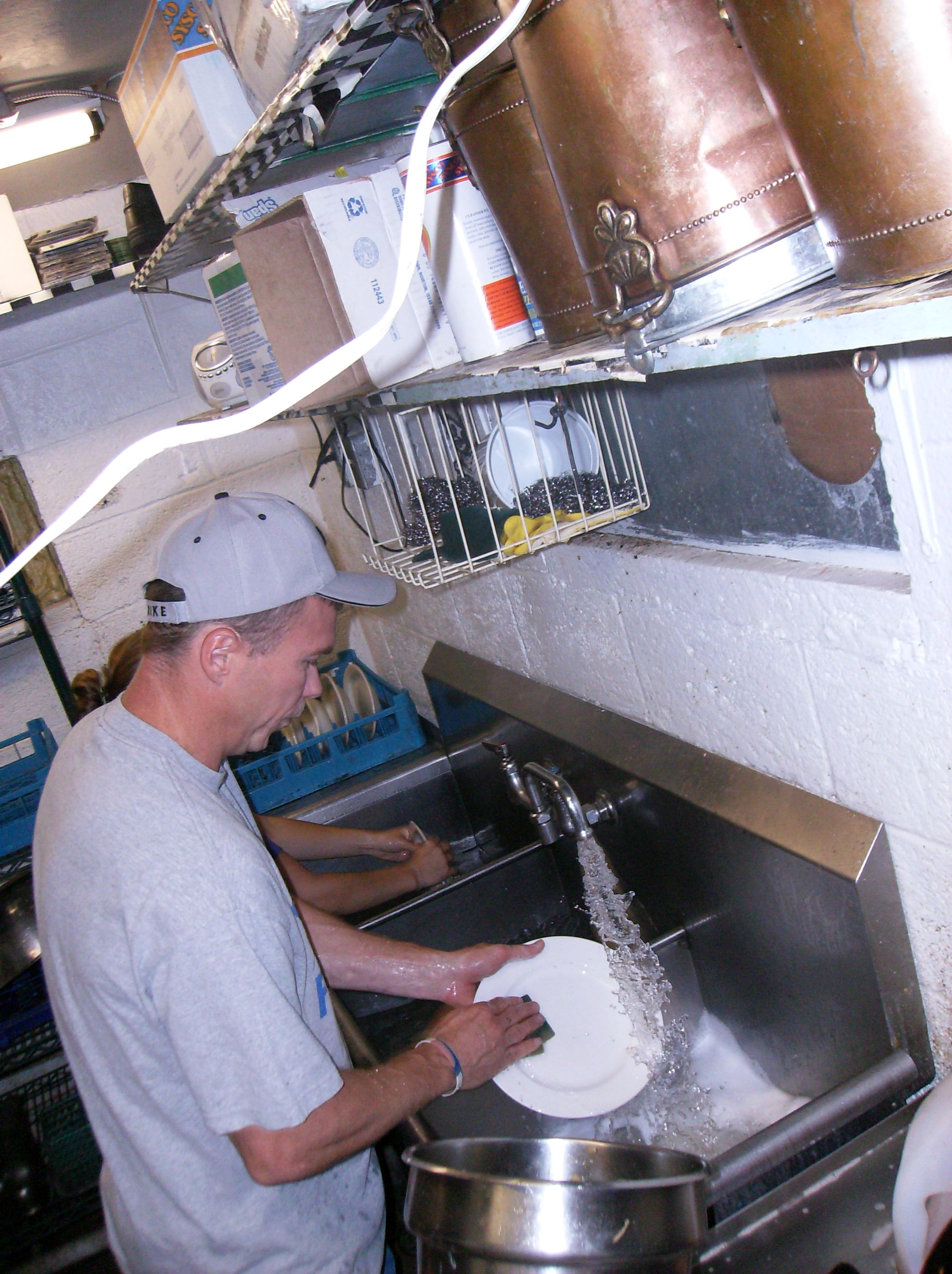
Ruční mytí pod tekoucí vodou
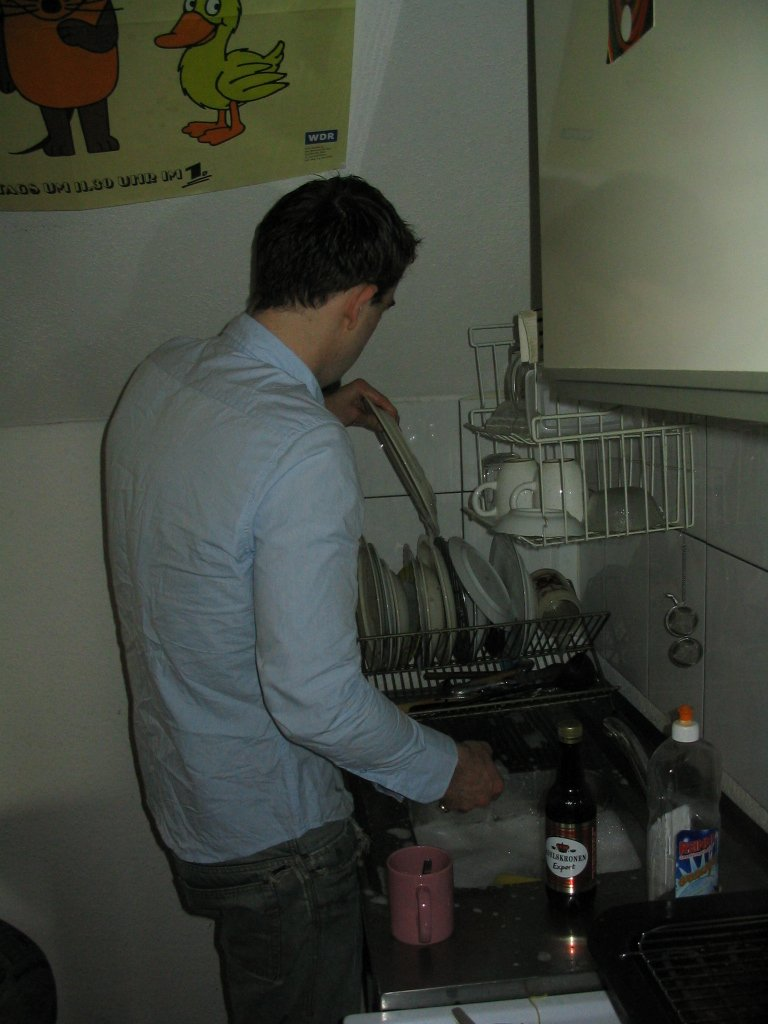
Ruční mytí v dřezu
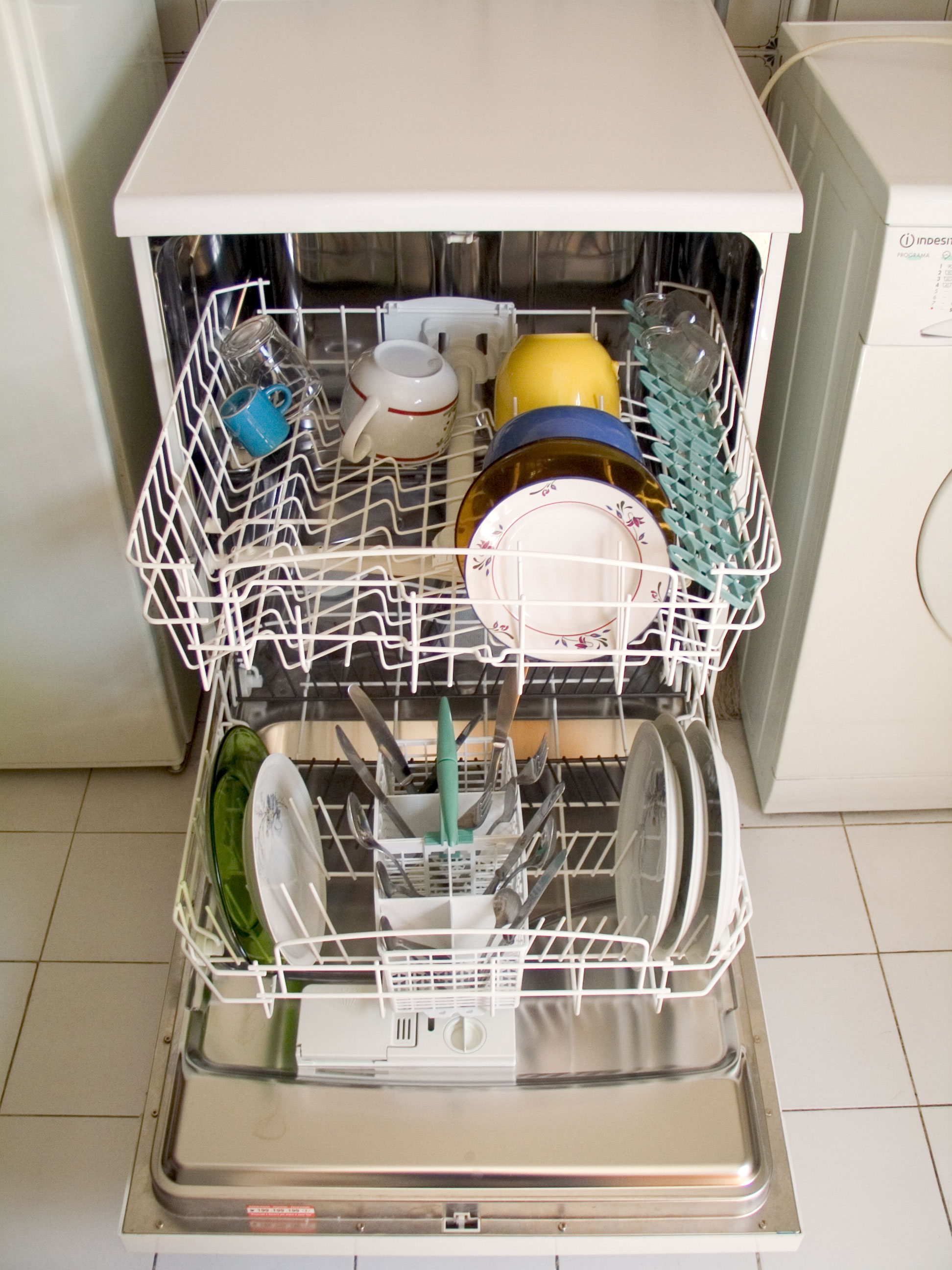
Nádobí v myčce